# 朱祁鋆
临漳恭安王朱祁鋆（1431年—1485年5月28日），明朝赵惠王朱瞻塙嫡二子，赵简王朱高燧孙，明成祖曾孙。

## 生平
正统八年（1443年）十月赐名。正统九年（1444年）七月，明英宗派隆平侯張淳等為正使、給事中陳宜等為副使，各自持節冊封朱祁鋆為臨漳王。九月，給朱祁鋆及其三弟湯陰王朱祁𨧨、四弟襄邑王朱祁鋥歲祿各二千石，米鈔各半。
景泰元年（1550年）四月，明代宗遣駙馬都尉焦敬等為正使，吏部右侍郎俞山等為副使，持節冊封兵馬副指揮和泰的女兒為臨漳王妃。
朱祁鋆和兄长赵康王朱祁鎡不和，互相诬奏，代宗命巡按御史及三司官调查得到他们互相诬陷的情状，景泰七年（1556年）十一月，降敕告谕他们：责朱祁鎡狎近小人、朱祁鋆貪求財利，念及是宗亲，姑且不问，以后务必安分循禮、親賢遠佞，以全令名、保全天伦、永保富貴，如有再違，祖訓在上，代宗也不敢偏私。
天顺七年（1463年）三月，因朱祁鋆奏请，封其生母王氏為夫人。五月，朱祁鋆奏称王氏守寡以来仍居趙王府，自己却分封于外，母子分居，平时都不能侍养，请求让王氏出府与自己同住，以盡人子之情，获准。
巡抚都御史張瑄等人向朝廷检举朱祁鋆和朱祁𨧨、七弟南樂王朱祁鉷強買婦女、奪人畜產的恶行，也一并检举了他们的侄子赵靖王朱见灂的罪过。明宪宗派內官和駙馬石璟、錦衣衛指揮趙能前往會同鎮守巡抚等官调查，得到详情，下旨让法司會同皇親及文武大臣商议。成化十二年（1476年）六月，朝廷下诏朱祁𨧨减祿米一半，朱祁鋆减祿米三分之一，都革去冠服；朱见灂、朱祁鉷都革去冠带，减禄米三分之二；並下敕切責，将书信和招认供辞告知各王；革南樂、湯陰、臨漳三王的校尉，只留十人。
成化十九年（1483年）五月，朱祁鋆奏称想和嫡長子朱見淔祭掃祖父母、父母墳塋，宪宗命朱祁鋆出城祭掃一次，事畢即回，朱見淔不許同行。
成化二十一年（1485年）闰四月，朱祁鋆去世。宪宗闻讯，輟朝一日，按制度賜祭葬，谥恭安。成化二十三年（1487年）六月，朱見淔袭封。

## 评价
- 《弇山堂别集》卷072：敬順事上，好和不争。